# 558
Évszázadok: 5. század – 6. század – 7. század
Évtizedek: 500-as évek – 510-es évek – 520-as évek – 530-as évek – 540-es évek – 550-es évek – 560-as évek – 570-es évek – 580-as évek – 590-es évek – 600-as évek
Évek: 553 – 554 – 555 – 556 –  557 – 558 – 559 – 560 – 561 – 562 – 563

## Események

### Bizánci Birodalom
- Májusban leomlik a Hagia Szophia templom előző évi földrengésben meggyengült főkupolája. Iusztinianosz császár elrendeli az újjáépítését.
- Az év végén a nomád kutrigurok Zabergan vezetésével átkelnek a befagyott Dunán és fosztogatva betörnek a Balkánra.

### Európa
- Meghal I. Childebert frank király. Mivel fiai nincsenek, országát fivére, I. Clothar örökli, aki ezzel ismét egy kézben egyesíti a Frank Birodalmat.
- Meghal Chararic, a hispániai szvébek királya. Utóda Ariamir.
- Szent Comgall Észak-Írországban megalapítja a bangori apátságot.
- Meghal Gabrán mac Domangairt, a kelet-skóciai Dál Riata királya. Utóda az előző király fia, Conall mac Comgaill.

## Halálozások
- december 23. – I. Childebert, frank király
- Gabrán mac Domangairt, Dál Riata királya
- Hallgatag Szent János, remete szent
- Liang Csing-ti, a Liang-dinasztia utolsó császára
- Chararic, szvéb király

## Fordítás
- Ez a szócikk részben vagy egészben  a(z)   558 című angol Wikipédia-szócikk ezen változatának fordításán alapul.  Az eredeti cikk szerkesztőit annak laptörténete sorolja fel. Ez a jelzés csupán a megfogalmazás eredetét és a szerzői jogokat jelzi, nem szolgál a cikkben szereplő információk forrásmegjelöléseként.